# Philosophy, Politics and Economics
Philosophy, Politics and Economics (ook wel: PPE) is een met name in de Angelsaksische landen populaire bachelorstudie die elementen uit de filosofie, politicologie en economie combineert.
De eerste universiteit die deze studie aanbood was de Universiteit van Oxford. Deze bachelor kent een aantal bekende alumni, onder wie voormalig premier van het Verenigd Koninkrijk David Cameron. Volgens BBC News Magazine domineert de studie het openbare leven in het Verenigd Koninkrijk. De studie wordt aangeboden op een groot aantal vooraanstaande universiteiten in de wereld.

## PPE in Nederland
De eerste universiteit die een bachelorstudie in PPE aanbod in Nederland, was de Vrije Universiteit Amsterdam. In 2016 werd daar het John Stuart Mill College opgericht met de ambitie om de VU Amsterdam te positioneren als het centrum van excellent onderzoek en onderwijs op het gebied van PPE op het Europese continent.  De opleiding borduurt voort op het analytische PPE zoals dat aan Oxford is ontstaan, maar legt nog meer nadruk op de integratie van de drie disciplines.  In 2018 lanceerde de Universiteit Utrecht ook een interdisciplinaire bachelor in PPE.  De Rijksuniversiteit Groningen biedt een Master in PPE aan. Meer recentelijk zijn er variaties op de PPE bachelor ontstaan, zoals Politics, Psychology, Law and Economics (PPLE) aan de Universiteit van Amsterdam en Philosophy, Politics and Society (PPS) aan de Radboud Universiteit Nijmegen. Veel PPE opleidingen hebben het bijzonder kenmerk Kleinschalig en intensief onderwijs, wat betekent dat ze een verhoogde onderwijsintensiteit hebben, extracurriculaire activiteiten aanbieden en nauw contact tussen studenten en stafleden mogelijk maken.